# Quinoxyfen
Quinoxyfen (ISO-naam) is een fungicide. Het wordt ingezet tegen echte meeldauw op diverse teelten. Het werd ontwikkeld door Dow Elanco (later Dow AgroSciences) en kwam rond 1996 op de markt. Merknamen zijn Quintec (in de Verenigde Staten), Apres, Erysto en Fortress.

## Synthese
Quinoxyfen is een ether en wordt gevormd door de reactie van 4,5,7-trichloorchinoline met 4-fluorfenol.

## Regelgeving
Quinoxyfen is opgenomen in de lijst van pesticiden die door de lidstaten van de Europese Unie erkend mogen worden. In België is Fortress erkend voor gebruik op graangewassen, hop, bieten, aardbeien, bosbessen, stekelbessen en aalbessen.